# Монти, Майк
Майкл О’Донохью (англ. Michael O'Donoghue; род. 23 октября 1936, Чаттануга, Теннесси, США ум. 4 августа 2006, Рим, Лацио, Италия) — американский характерный актёр, снимавшийся в итальянском эксплуатационном кино под псевдонимом Майк Монти (Mike Monty ).

## Биография
Родился 23 октября 1936 года в Чаттануге, штат Теннесси, США. Мать Майкла хотела чтобы он стал актёром, и с детства посылала его фотографии в различные кастинг-агентства, однако сам О’Донохью не был особенно в этом заинтересован. В начале 1960-х он работал в тренажёрном зале, куда ходили такие звёзды как Стив Ривз и Гордон Митчелл, которые позднее стали сниматься в итальянских фильмах. Майк сменил фамилию на "Монти" (впоследствии в интервью он говорил, что в те годы считались лучше иметь короткое имя и фамилию в кино-индустрии) и переехал в Италию.
До конца 1970-х Майк Монти снимался в популярных в то время спагетти-вестернах, а также различных фильмах ужасов. В начале 1980-х, когда в Италии стали меньше снимать фильмов подобного жанра, в поисках работы Монти отправился на Филиппинские острова, где в этот период начался расцвет местного производства фильмов категории Z. Он работал как с филиппинскими режиссёрами, вроде Сирио Сантьяго или Тедди Пейджа, так и продолжал сниматься у итальянцев Руджеро Деодато («Хищники Атлантиды») и Бруно Маттеи («Атака коммандос»), которые приезжали на острова снимать приключенческие фильмы. В восьмидесятых Монти, благодаря характерной внешности и крепкому телосложению, часто доставались роли суровых американских военных
Умер 4 августа 2006 года, работая над пост-продакшеном фильма Бруно Маттеи о женской тюрьме. По словам его друга и коллеги по цеху Ника Николсона, причиной смерти стала остановка сердца.

## Фильмография
| Год  |   | Русское название                | Оригинальное название                     | Роль             |
| ---- | - | ------------------------------- | ----------------------------------------- | ---------------- |
| 1969 | ф | Пятеро в аду                    | Cinque per l'inferno                      | капитан Никсон   |
| 1972 | ф | Человек с востока               | E poi lo chiamarono il magnifico          | зритель на дуэли |
| 1974 | ф | Замок ужасов                    | Terror! Il castello delle donne maledette | крестьянин       |
| 1975 | ф | Кровосос ведёт в танце          | La sanguisuga conduce la danza            | сын Грегори      |
| 1977 | ф | Лагерь смерти: Последние дни СС | Kaput Lager - Gli ultimi giorni delle SS  | Макс             |
| 1979 | ф | Кровная связь                   | Bloodline                                 | лысый мужчина    |
| 1983 | ф | Хищники Атлантиды               | I predatori di Atlantide                  | Джордж           |
| 1984 | ф | Сила ниндзя                     | Ninja's Force                             | Дэвид Рейнольдс  |
| 1985 | ф | Разборки в джунглях             | La leggenda del rubino malese             | профессор Лански |
| 1985 | ф | Долг крови                      | Blood Debts                               | Билл             |
| 1986 | ф | Герои не умирают                | No Dead Heroes                            | директор ЦРУ     |
| 1987 | ф | Атака коммандос                 | Strike Commando                           | майор Харриман   |
| 1987 | ф | Двойная мишень                  | Double Target                             | майор Уотерс     |
| 1987 | ф | Глаз орла                       | Eye of the Eagle                          | полковник Старк  |
| 1988 | ф | Белая власть                    | Whiteforce                                | Стайнс           |
| 1988 | ф | Последний американский солдат   | Commander                                 | капрал Стоун     |
| 1988 | ф | Зомби 3                         | Zombi 3                                   | генерал Мортон   |
| 1989 | ф | Глаз орла 2: Внутри врага       | Eye of the Eagle 2: Inside the Enemy      | капитан Лавелль  |
| 1990 | ф | Операция «Гром»                 | Sudden Thunder                            | Майк Грей        |
| 1991 | ф | Кровавое преследование          | Blood Chase                               | Росс Андерсон    |
| 1993 | ф | Жестокий инстинкт               | Rage                                      | отец Джека       |
| 1993 | ф | Лабиринт любви                  | Il labirinto dei sensi                    | Чанг Сун         |
| 2006 | ф | Женская тюрьма: Ад для женщин   | Anime perse                               | «Садист»         |